# Hôtel Saint-Marc
L'Hôtel de Saint-Marc est un hôtel particulier situé à Bordeaux, en France.

## Localisation
L’hôtel est situé au 91 cours d'Albret, à Bordeaux.

## Histoire
L’hôtel a été construit de 1782 à 1784, pour le compte de Monsieur Dufour, résidant à Paris. Le nom de l'architecte n'est pas connu précisément, mais il est probable qu'il s'agisse de Louis Combes, qui se trouvait à Paris en 1780-1781, où il aurait bien pu rencontrer Dufour.
Le 6 juin 1787, ce dernier le revend à Jean-Paul André, marquis de Saint Marc (1728-1818), collectionneur désireux d'y conserver sa galerie de tableaux parmi lesquels plusieurs toiles de Boucher, Fragonard, Vernet, Subleyras, Loutherbourg... L’édifice est alors réaménagé par les collaborateurs de l’architecte Victor Louis (l’architecte du Grand Théâtre).
L'hôtel est ensuite habité par la fille unique du marquis, Marie de Saint-Marc, épouse d'Henry de Laroze (maire de Saint-Laurent-Médoc). En 1861, celle-ci le vend aux Hospices civils de Bordeaux, devenu le Centre hospitalier universitaire de Bordeaux. Ce dernier en est toujours le propriétaire.
Jusqu’en 2016, l'hôtel accueille la Médecine du travail et le Centre d’accompagnement et de prévention pour les sportifs (CAPS).
En 2020, Yann Bubien, le directeur général du CHU de Bordeaux, annonce un programme de restauration, et la transformation du lieu en espace de réception pour accueillir des colloques médicaux et paramédicaux. De même, le personnel de l'hôpital devrait pouvoir profiter en été du jardin et ses magnolias.
Fin 2023, le CHU lance un appel à manifestation d’intérêt afin de confier la réhabilitation et l’exploitation de l'hôtel ainsi que d'un immeuble mitoyen pour une durée de vingt ans. Le projet du CHU propose à travers de projet de « réaliser un centre d’accueil de manifestations professionnelles et culturelles ».

## Monument historique
Cet hôtel particulier est classé au titre des monuments historiques depuis le 23 juillet 1921.

## Architecture
L'hôtel, entre cour et jardin, est situé derrière un portail monumental, sévère et délicat, donnant sur la cour intérieure. D'un seul niveau, l'édifice présente une façade dont le porche a la forme d'une rotonde couverte d'un dôme (sorte de tholos à demi engagée). Il s'agit d'un œuvre atypique dans l'architecture bordelaise.
Les salons conservent encore une partie des boiseries sculptées par Cabirol.